# Unterseeboot UC-55
Pour les autres navires du même nom, voir Unterseeboot 55.
L'Unterseeboot UC-55 est un sous-marin (U-Boot) mouilleur de mines allemand de type UC II utilisé par la Kaiserliche Marine pendant la Première Guerre mondiale. Le U-boot a été commandé le 12 janvier 1916, mis sur cale le 25 février 1916 et lancé le 2 août 1916. Il a été mis en service dans la marine impériale allemande le 15 novembre 1916 sous le nom de UC-55.

## Conception
Sous-marin de type UC II, l'UC-55 avait un déplacement de 415 tonnes en surface et de 498 tonnes en plongée. Il avait une longueur hors tout de 50,52 m, un maître-bau de 5,22 m et un tirant d'eau de 3,61 m. Le sous-marin était propulsé par deux moteurs diesel 6 cylindres à quatre temps produisant chacun 290 à 300 ch (210 à 220 kW), soit un total de 580 à 600 ch (430 à 440 kW), et par deux moteurs électriques produisant 620 ch (460 kW), actionnant deux arbres d'hélice.
Le sous-marin avait une vitesse maximale de 11,6 nœuds (21,5 km/h) en surface et de 7,3 nœuds (13,5 km/h) en immersion. Son autonomie était de de 8660 à 9450 milles marins (16040 à 17500 km) à 7 nœuds (13 km/h) en surface, et de 52 milles marins (96 km) à 4 nœuds (7,4 km/h) en immersion. Il lui fallait 48 secondes pour plonger, et il était capable d’opérer à une profondeur maximale de 50 mètres.
L'UC-55 était équipé de trois tubes lance-torpilles de 500 mm, un à l’arrière et deux à l’avant, avec sept torpilles, et d’un canon de pont de 8,8 cm SK L/30. Mais son arme principale était ses six puits de mines de 1000 mm portant dix-huit mines UC 200. Son effectif était de vingt-six membres d’équipage.

## Historique de service
En 6 patrouilles, l'UC-55 a coulé 9 navires, soit par torpille, soit par les mines qu’il avait posées.

## Perte
L'UC-55 quitta Heligoland le 25 septembre 1917 pour poser des mines dans le canal de Lerwick, l’approche sud du port de Lerwick dans les îles Shetland. Le 29 septembre, juste au moment où il commençait à larguer ses mines, il a subi une perte d’assiette qui l’a amené à plonger au-delà de sa profondeur de plongée maximale théorique. Cela a entraîné l’inondation du compartiment avant et des batteries, et le dégagement de chlore gazeux. Il a été forcé de faire surface pour ventiler l’intérieur, mais quand il a fait surface, le gouvernail a refusé de répondre à la barre en raison de la défaillance des batteries. Son capitaine a ensuite donné l’ordre de détruire des documents secrets et des livres de codes et de placer des charges de sabordage dans la salle des mines et la salle des machines. Alors que les charges étaient placées, il a été aperçu par le chalutier armé Moravia et les destroyers HMS Tirade et HMS Sylvia.
Un obus de 12 livres du Sylvia a frappé le kiosque du sous-marin, tuant son commandant, Horst Ruhle von Lilienstern. Un deuxième obus a frappé la coque et le sous-marin a commencé à couler. Deux charges de profondeur ont été larguées juste à côté de l'UC-55, entraînant l’explosion du sous-marin. Le Moravia s’est ensuite rapproché de l’épave, a tiré deux autres coups de canon sur lui et a largué une dernière charge de profondeur. De l’équipage du sous-marin, 17 hommes ont été faits prisonniers et 10 ont été tués.

## Emplacement
L’épave de l'UC-55 a été découverte par un sonar à balayage latéral le 3 juillet 1985 à une profondeur de 105 m, posée sur sa quille, à 60° 3' 13N 0° 57' 57W. L’épave fait environ 5,60 m de haut et 50 m de long.
Le vendredi 21 juillet 2023, l’épave a été confirmée comme étant celle de l'UC-55 par les premiers plongeurs à visiter le site.

## Affectations
- I Flottille du 15 février 1917 au 29 septembre 1917.

## Commandants
- Kapitänleutnant Karl Neureuther du 15 novembre 1916 au 11 mai 1917
- Oberleutnant zur See Theodor Schultz du 12 mai au 27 juin 1917
- Oberleutnant zur See Horst Rühle von Lilienstern du 28 juin au 29 septembre 1917

## Navires coulés
| Date            | Nom          | Nationalité    | Tonnage | Destin    |
| --------------- | ------------ | -------------- | ------- | --------- |
| 9 mars 1917     | HMS Albacore | Royal Navy     | 440     | Endommagé |
| 19 avril 1917   | Bethlehem    | United Kingdom | 379     | Coulé     |
| 21 avril 1917   | Gerda        | Norvège        | 979     | Coulé     |
| 28 mai 1917     | Asters       | Norvège        | 1531    | Coulé     |
| 29 mai 1917     | Clan Murray  | United Kingdom | 4835    | Coulé     |
| 30 mai 1917     | Fernley      | United Kingdom | 3820    | Endommagé |
| 4 juin 1917     | Clara        | Norvège        | 923     | Coulé     |
| 8 juillet 1917  | Spekulation  | Suède          | 291     | Coulé     |
| 10 juillet 1917 | Flamma       | United Kingdom | 1920    | Endommagé |
| 12 juillet 1917 | Balzac       | Norvège        | 1720    | Coulé     |
| 13 juillet 1917 | Lai          | Norvège        | 509     | Coulé     |
| 19 août 1917    | Rosario      | United Kingdom | 1821    | Coulé     |